# Lars Bjurman
Lars Ingvar Bjurman, född 3 augusti 1932 i Kristianstad, död 17 maj 2008 i Grötlingbo församling, Gotland, var en svensk översättare, litteraturkritiker och tidskriftsredaktör. Han var gift med Eva Lis Bjurman och far till bland andra Peder Bjurman.
Bjurman var redaktör för tidskriften Ord och bild 1963–1972 och arbetade som dramaturg på Stockholms stadsteater 1981–1990. Från 1990 till sin död var han även medlem av redaktionen för tidningen Res Publica. Han översatte från franska, tyska och spanska. Hans intresse för filosofi yttrade sig i översättningar av Theodor Adorno, Walter Benjamin, Georg Lukács och Friedrich Nietzsche. 
År 1996 erhöll Bjurman Stiftelsen Natur & Kulturs översättarpris, som utdelas av Svenska Akademien. 
Efter hans död utgav Res Publica 2010 ett temanummer om Bjurman. År 2012 utkom på Symposion en bok med egna texter av Bjurman, Idealisk dosering av uttrycksbehovet.

## Översättningar (urval)
- Stendhal: Italienska berättelser (Croniques italiennes) (Natur & Kultur, 1962)
- Erich Fried: Dikter utan fosterland (Författarförlaget, 1981)
- Federico García Lorca: Teater (Interculture, 1989)
- Julio Cortázar: Utom skymningen: tangotexter och prosem (Symposion, 1992)
- Johann Wolfgang von Goethe: Romerska elegier (Römische Elegien) (Symposion, 2000)
- Georg Büchner: Dramatik och prosatexter (Atlantis, 2013)

## Priser
- Litteraturfrämjandets stipendiater 1968
- Stiftelsen Natur & Kulturs översättarpris 1996